# Marco Antonio da Silva
Marco Antonio da Silva (født 9. maj 1966) er en tidligere brasiliansk fodboldspiller.

## Brasiliens fodboldlandshold
| Brasiliens landshold | Brasiliens landshold | Brasiliens landshold |
| År                   | Kmp                  | Mål                  |
| -------------------- | -------------------- | -------------------- |
| 1990                 | 1                    | 0                    |
| Total                | 1                    | 0                    |